# رابطه (فیلم ۲۰۰۲)
رابطه (به هندی: Rishtey) فیلمی محصول سال ۲۰۰۲ و به کارگردانی ایندرا کومار است. در این فیلم بازیگرانی همچون آنیل کاپور، کاریسما کاپور، شیلپا شتی، آمریش پوری، شارات ساکسنا، آلوک نات ایفای نقش کرده‌اند.